# Bibliothèque de Birmingham Central

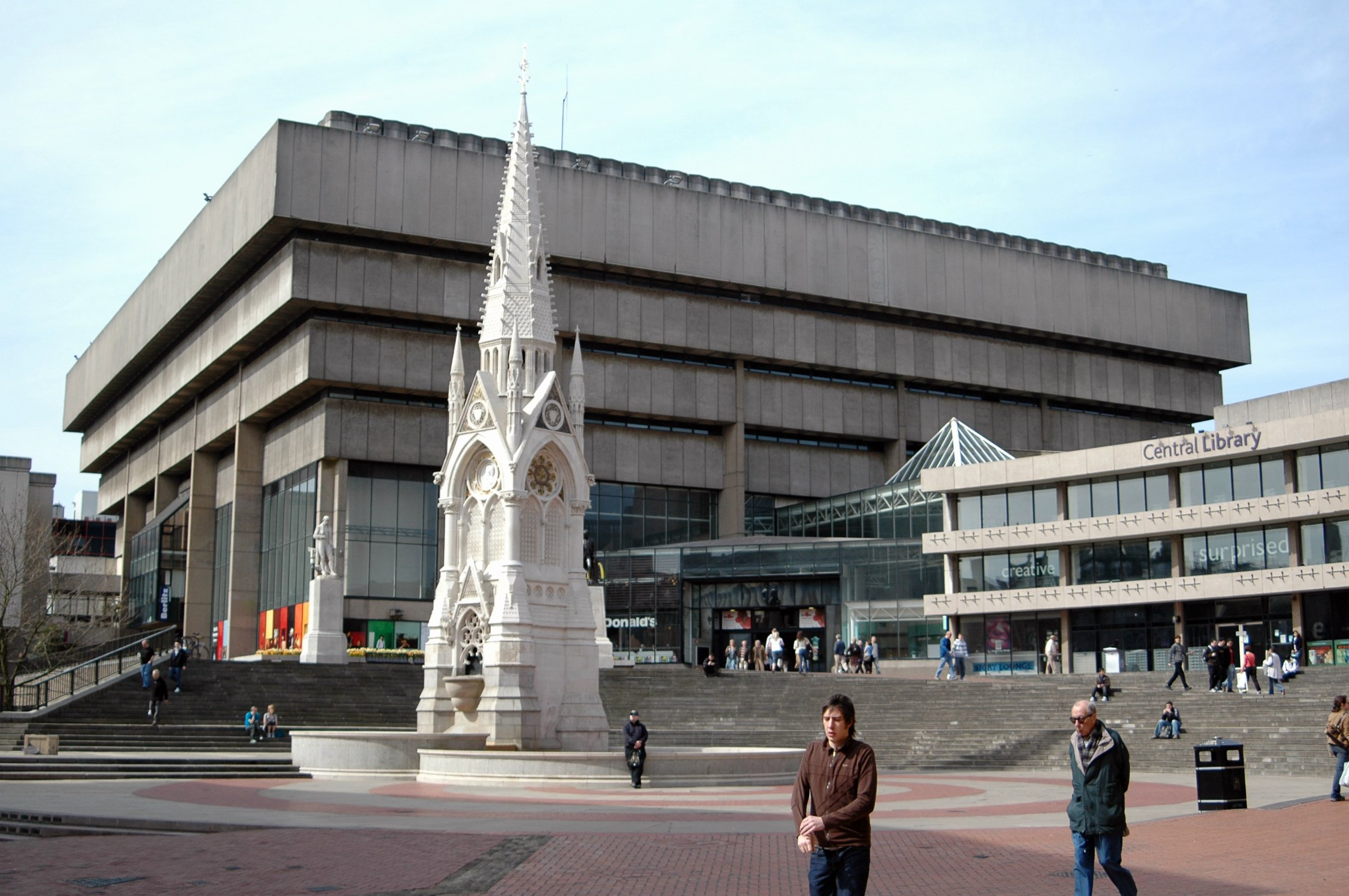
Bibliothèque de Birmingham Central vue de la (avril 2007).

La bibliothèque de Birmingham Central (Birmingham Central Library) était une bibliothèque publique située à Birmingham, Angleterre. Ouverte de 1974 à 2013, elle a été un temps la plus grande bibliothèque privée d'Europe,. Elle a été fermée le 29 juin 2013 et ses collections transférées à la bibliothèque de Birmingham, nouvelle construction établie sur un autre site et inaugurée en septembre 2013. L'ancien bâtiment de la bibliothèque de Birmingham Central a été détruit en 2015 et 2016, pour faire place à une partie du Paradise Circus du groupe Argent.
Dessinée par l'architecte John Madin (en) selon un style brutaliste, la bibliothèque centrale faisait partie d'un ambitieux projet de développement du Conseil de ville de Birmingham (en) visant à créer un centre civique (en) autour de la route A4400 (en). Cependant, en raison de contraintes économiques, une partie des plans n'ont pas été complétés et la qualité de la construction a été diminuée. Malgré cela, la bibliothèque est devenue une icône du brutalisme britannique, son style étant perçu comme un symbole, à l'époque, du progrès social. L'English Heritage a tenté par deux fois de faire reconnaître le bâtiment comme monument historique, mais ces démarches ont été bloquées par le Conseil de ville de Birmingham,.
En 2010–2011, Central Library était la deuxième bibliothèque la plus visitée du pays avec 1 197 350 visiteurs.

## Histoire

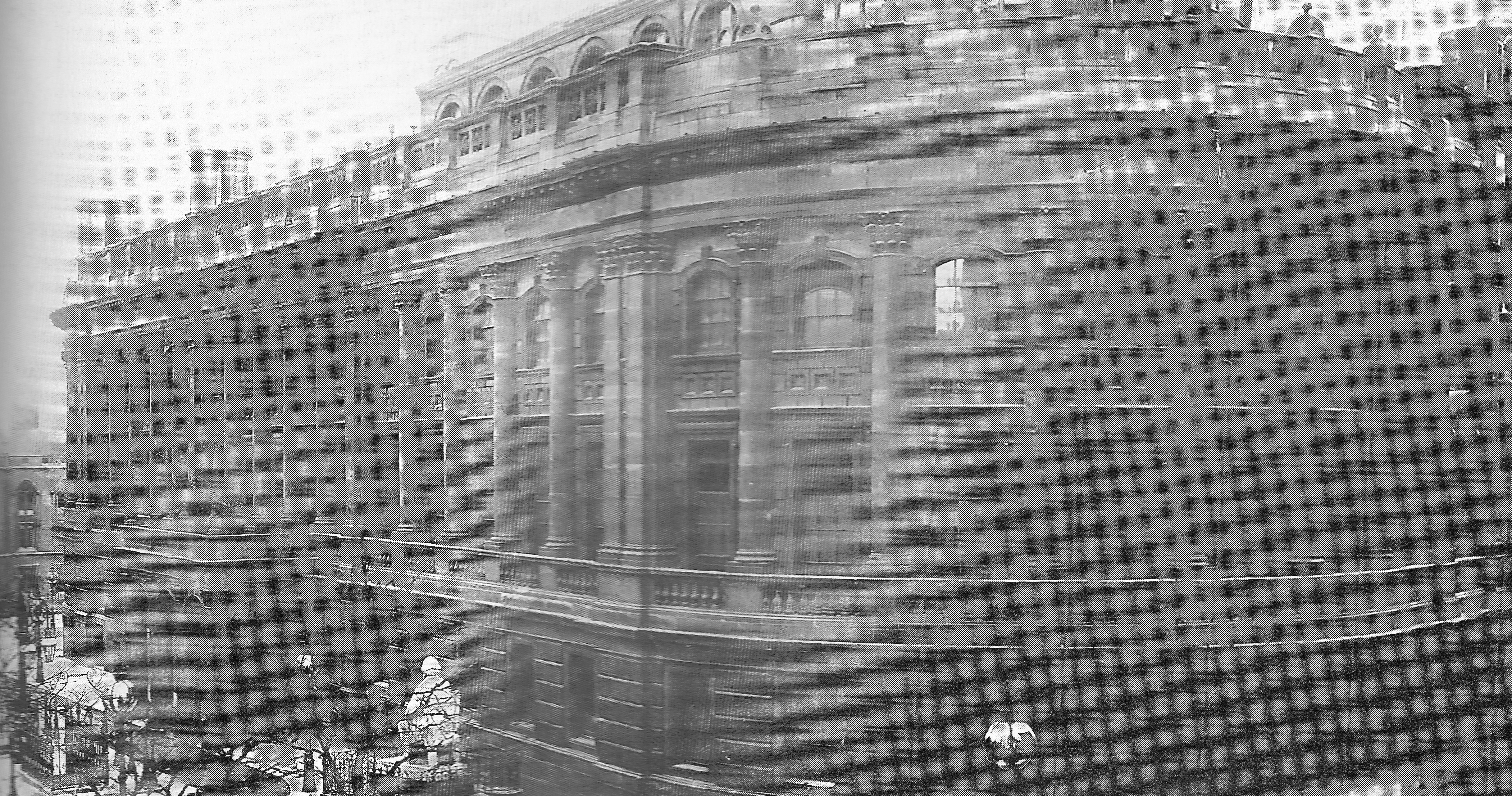
Central Library de J. H. Chamberlain's reconstruite en 1882 et démolie en 1974.

Deux autres bibliothèques ont occupé le site avant celle-ci. La première bibliothèque, construite entre 1862 et 1865 sur les plans de Martin & Chamberlain (en), est détruite par un incendie en 1879. La seconde, dessinée par John Henry Chamberlain, a ouvert ses portes en 1883, pour être démolie en 1974.